# The Raelettes
The Raelettes (ook wel The Raelets of The Raeletts genoemd) waren een Amerikaanse meidengroep uit de jaren 50.
The Raelettes werden gevormd om achtergrondzang in te zingen voor Ray Charles. Verschillende leden gingen later verder om een solocarrière na te streven, maar hebben nooit een hitsingle gemaakt. De bezetting veranderde ook doorheen de decennia.
Voordat Ray Charles The Raelettes oprichtte werd de groep bekend als The Cookies. De leden van de groep waren oorspronkelijk Darlene McCrea, Margie Hendricks, Patricia Lyles en Gwendolyn Berry. Later maakten onder meer Mable John, Merry Clayton en Minnie Riperton deel uit van de groep.
In de jaren zeventig toerden ze zelfstandig, met Mable John als leadzangeres in de plaats van Ray Charles. 